# أليف الحمض (أنسجة)
محب للحموضة (بالإنجليزية: acidophile)‏ هو مصطلح يستخدمه علماء الأنسجة لوصف نمط معين لصبغ الخلايا والأنسجة عند استخدام صبغة الهيماتوكسيلين واليوزين. على وجه التحديد، اسم يشير إلى الهياكل التي تحب الحامض، ويمكن أن تتقبله بسهولة. وبشكل أكثر تحديدًا، يمكن وصف الميل الحمضي من خلال المجموعات الكاتيونية التي تتكون في أغلب الأحيان من البروتينات الموجودة في الخلية والتي تتفاعل بسهولة مع البقع الحمضية.
تصف الصبغة المظهر المجهري للخلايا والأنسجة، كما يُرى من خلال المجهر، بعد تلطيخ القسم النسيجي بصبغة حمضية. الصبغة الأكثر شيوعًا هي اليوزين، والتي تلطخ المواد الحمضية باللون الأحمر. لاحظ أن الخلية الواحدة يمكن أن تحتوي على كل من المواد/العضيات الحمضية والمواد/العضيات القاعدية، على الرغم من أن بعضها يحتوي على الكثير من البقعة التي كانت تسمى الخلية نفسها بالحمض.

## اقرأ أيضا
- البكتيريا المحبة لدرجات الحرارة المرتفعة والحمضية المفرطة
- خلايا الأسيدوفيل
- يوزيني